# Deutsches Wanderabzeichen
Das Deutsche Wanderabzeichen wird seit 2010 durch den Deutschen Wanderverband verliehen. Die Verleihung erfolgt in Abhängigkeit von der im Kalenderjahr erwanderten Distanz. Die Eintragungen der Wanderungen erfolgte vordem in den Wander-Fitness-Pass, ein deutschlandweit gültiges Sammelheft für Vereinswanderungen, und seit 2024 in den Vordruck „Meine Outdooraktivitäten“. Das Deutsche Wanderabzeichen ist ein Leistungs- und Motivationsabzeichen, das Menschen zu mehr regelmäßiger Bewegung animieren will.
Seit dem Bestehen des Deutschen Wanderabzeichens, 2010, wurden über 13.500 Abzeichen verliehen.
Das Deutsche Wanderabzeichen und der Wander-Fitness-Pass sowie spezielle Gesundheitswanderungen sind Teil der vom Deutschen Wanderverband entwickelten Bewegungs- und Gesundheitsinitiative Let's go – jeder Schritt hält fit. Die Initiative wurde von 2008 bis 2009 vom Bundesministerium für Gesundheit gefördert und ist Modellprojekt von IN FORM, Deutschlands Initiative für gesunde Ernährung und mehr Bewegung. Über 50 Krankenversicherungen erkennen das Deutsche Wanderabzeichen in ihren Bonusprogrammen an.

## Stufen
Das Wanderabzeichen gibt es in den Stufen:
- Bronze
- Silber
- Gold

Die Stufe, die verliehen wird, ist abhängig davon, wie oft die Voraussetzungen für die Verleihung erfüllt wurden. Dabei kann man im Kalenderjahr nur einmal diese Voraussetzung erfüllen. Unabhängig von der erwanderten Distanz ist es somit nicht möglich innerhalb eines Jahres eine andere Stufe als Bronze zu erwerben. Die Voraussetzungen für die Stufen sind wie folgt:
- Bronze: Erfüllung der Voraussetzungen in einem Kalenderjahr
- Silber: Erfüllung der Voraussetzung jeweils in drei unterschiedlichen Kalenderjahren
- Gold: Erfüllung der Voraussetzung jeweils in fünf unterschiedlichen Kalenderjahren

Nach fünf weiteren Jahren wird das goldene Abzeichen mit einer eingedruckten Zahl (5, 10 oder 15) vergeben.

## Richtlinien für die Verleihung
Die Verleihung erfolgt anhand der zurückgelegten Wanderdistanzen: Erwachsene müssen innerhalb eines Kalenderjahres 200 km zurücklegen, Jugendliche 150 km und Kinder 100 km. Menschen mit anerkannter Behinderung erfüllen die Hälfte der Anforderungen. Dabei ist die Teilnahme an mindestens 10 Wanderungen im Kalenderjahr Voraussetzung für die Verleihung, da sich besonders regelmäßige Bewegung positiv auf die Gesundheit auswirkt. Bei einer mehrtägigen Wanderung werden nur maximal drei Tage berücksichtigt.
Gewertet werden verschiedene Wanderaktivitäten, die von den dem Deutschen Wanderverband angeschlossenen Wandervereinen durchgeführt werden. Eine Mitgliedschaft der Wanderer in einem Wanderverein ist zum Erhalt des Abzeichens nicht erforderlich.
Die Teilnahme an den Aktivitäten ist im Wander-Fitness-Pass durch den Wanderführer zu bestätigen.